# طناب‌کشی (آلبوم کارلی ری جپسن)
| بررسی انتقادی | بررسی انتقادی |
| منبع          | رتبه‌بندی      |
| ------------- | ------------- |
| آل‌موزیک       | [ ۲ ]         |

طناب‌کشی (به انگلیسی: Tug of War) نخستین آلبوم استودیویی از خواننده-ترانه‌پرداز کانادایی کارلی ری جپسن می‌باشد که در فصل پنجم کانادین آیدل مقام سوم را کسب کرد. تهیه‌کنندگی این آلبوم برعهدهٔ تهیه‌کننده و ترانه‌پرداز کانادایی رایان استوارت بوده‌است. این آلبوم در ابتدا به‌صورت محدود در کانادا از سوی ناشر مستقل میپل‌موزیک رکوردینگز و فونتانا نورث در ۳۰ سپتامبر سال ۲۰۰۸ منتشر گردید و پس از اینکه جپسن در سال ۲۰۱۱ با ۶۰۴ رکوردز قرارداد امضاء کرد، آلبوم به صورت رسمی و گسترده‌تر منتشر شد که شامل انتشار دیجیتال آن در آی‌تیونز استور ایالات متحده در ۱۴ ژوئن بود. طناب‌کشی در سال ۲۰۱۳ روی سی‌دی در ایالات متحده از سوی آلیانس انترتینمنت توزیع گردید.